# 김연정
김연정(1990년 11월 23일 ~)은 대한민국의 치어리더이다. 
- 한화 이글스에 데뷔하면서 알려진 유명한 치어리더다. 중간에 롯데 자이언츠 치어리더로 활동하다[1] 2013년 시즌부터 2016년까지 NC 다이노스의 창단 치어리더로 활동하였으며, 2017년부터 데뷔했던 한화 이글스에 복귀하면서 활동을 이어가고 있다.

## 경력
- 2007년 ~ 2008년 울산 모비스 피버스 응원단 치어리더
- 2008년 ~ 2009년 창원 LG 세이커스 응원단 치어리더
- 2008년 ~ 2011년 천안 현대캐피탈 스카이워커스 응원단 치어리더
- 2009년 ~ 2011년 부산 kt 소닉붐 응원단 치어리더
- 2009년 ~ 2011년 한화 이글스 응원단 치어리더
- 2012년 롯데 자이언츠 응원단 치어리더
- 2012년 ~ 2015년 창원 LG 세이커스 응원단 치어리더
- 2012년 ~ 2013년 화성 IBK기업은행 알토스 응원단 치어리더
- 2013년 경남 FC 응원단 치어리더
- 2013년 ~ 2020년 천안 현대캐피탈 스카이워커스 응원단 치어리더
- 2014년 부산 아이파크 응원단 치어리더
- 2013년 ~ 2016년 NC 다이노스 응원단 치어리더
- 2015년 ~ 울산 현대 축구단 응원단 치어리더
- 2016년 ~ 2017년 부산 kt 소닉붐 응원단 치어리더
- 2017년 ~ 현 한화 이글스 응원단 치어리더
- 2017년 ~ 현 인천 흥국생명 핑크스파이더스 응원단 치어리더
- 2019년 ~ 2020년 부산 BNK 썸 응원단 치어리더
- 2019년 ~ 2021년 부산 kt 소닉붐 응원단 치어리더
- 2019년 ~ 2020년 부산 BNK 썸 응원단 치어리더
- 2020년 ~ 현 안산 OK금융그룹 읏맨 응원단 치어리더
- 2021년 ~ 현 부산 BNK 썸 응원단 치어리더
- 2023년 ~ 현 부산 KCC 이지스 응원단 치어리더

## 학력
- 문현여자중학교
- 부산마케팅고등학교
- 경성대학교 영어영문학과

## 출연 작품

### 예능
- JTBC 《신화방송》
- MBC 《세상을 바꾸는 퀴즈》, 《컬투의 베란다쇼》, 《황금어장 라디오스타》
- SBS 《놀라운 대회 스타킹》